# Jean-Baptiste Goy

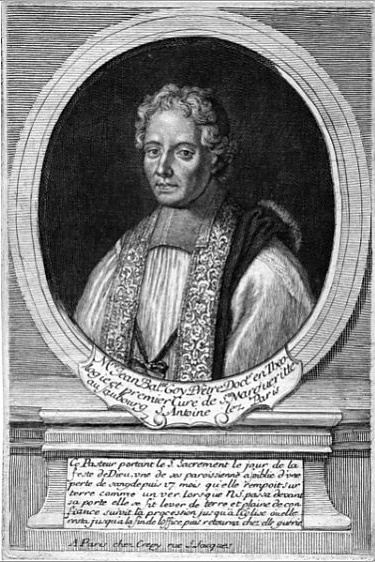
Retrato de Jean-Baptiste Goy, escultor, sacerdote, doctor en teología y primer párroco de la iglesia de Santa Margarita, a quien la estampa atribuye la curación milagrosa de una mujer relacionada con el fenómeno de los convulsionnaires, a su paso con el ostensorio durante la fiesta del Corpus Christi.

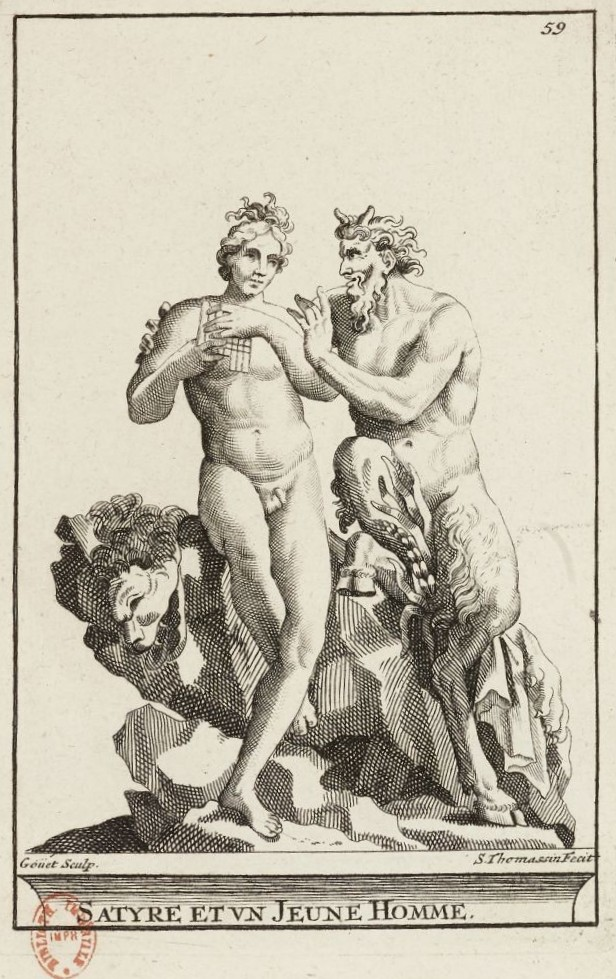
Sátiro que enseña a un joven a soplar la siringa, copia de un célebre grupo de mármol de la antigüedad; grabado de Simon Thomassin según Goy, Recueil des statues, groupes, fontaines...,du chateau & parc de Versailles, La Haya, 1723

Jean-Baptiste Goy (París, 1666-1738) fue un escultor y sacerdote católico francés. 

## Biografía
Nacido en París en marzo de 1666, hijo del pintor Claude Goy, estudió pensionado por la Académie royale de peinture et de sculpture entre 1680 y 1684 en la Academia de Francia en Roma, de la que era director su cuñado Charles Errard.
Durante el tiempo de su pensionado en Roma, iniciado con poco más de catorce años, copió algunas de las obras más estimadas de la antigüedad para ser enviadas a Francia con destino a la decoración del nuevo Versalles. Según un inventario de 1686, de las esculturas existentes en el palacio de Versalles y sus jardines, correspondían a Goy la copia del grupo de Apolo y el dios Pan o Marsias y Olimpo de la colección Ludovisi —copia romana de un original helenístico—, llamado, según el Recueil des statues, groupes, fontaines..., du chateau & parc de Versailles de Simon Thomassin (1694), Sátiro que enseña a un joven a soplar la siringa, grupo en mármol de 158 cm de alto colocado desde 1877 en la arboleda del salón de baile, y la copia, actualmente perdida, del Pequeño fauno o Fauno flautista conservado entonces en la Villa Borghese y actualmente en el Louvre, copia romana de un presumible original en bronce del siglo IV a. C., de la que, por encargo de Luis XIV, se hicieron otras tres copias, buena prueba de la celebridad de la obra.
También en Roma y por encargo de Luis XIV hizo una copia en mármol de la Cleopatra o Ariadna dormida de los Museos Vaticanos, y otra del Camilo —Sacrificante Borghese— de los Museos Capitolinos, un bronce romano de mediados del siglo primero cuya copia en mármol por Goy, atestiguada en Versalles por el Recueil de Thomassin, fue trasladada más tarde a Marly y en la actualidad se encuentra perdida.
De vuelta en París trabajó en el Trianon en 1687 y en la iglesia de los Inválidos en 1691. Ordenado sacerdote en 1692, se doctoró en teología por la Universidad de París y fue agregado a la parroquia de San Roque, de donde pasó en 1712 a la de Santa Margarita en el faubourg Saint-Antoine de París, de la que fue el primer cura párroco al tiempo de ser elevada la antigua capilla a la categoría de parroquia. En su testamento, firmado el 26 de noviembre de 1736, dejaba sus libros a la iglesia en la que había servido durante más de dos décadas para formar con ellos una biblioteca parroquial.